# Миура, Као
Као Миура (яп. 三浦佳生 Миура Као, род. 8 июня 2005, Токио, Япония) — японский фигурист, выступающий в одиночном катании. Чемпион четырёх континентов (2023), бронзовый призёр чемпионата четырёх континентов (2022), победитель Гран-при Финляндии (2023), чемпион мира среди юниоров (2023).
По состоянию на 22 февраля 2025 года занимает 7-е место в рейтинге Международного союза конькобежцев.

## Карьера
Као Миура родился 8 июня 2005 года в Токио. На коньках начал кататься в 2009 году.
В сезоне 2019/20 дебютировал в серии Гран-при среди юниоров. Он выступил на этапе Гран-при в Латвии, где занял седьмое место.
В ноябре 2020 года завоевал серебро на чемпионате Японии среди юниоров. Также в ноябре выступил на этапе Гран-при NHK Trophy 2020, который из-за пандемии COVID-19 имел несколько изменённый формат. Турнир он завершил на 6-м месте. В декабре на взрослом чемпионате Японии занял седьмое место.

### Сезон 2021—2022
Сезон 2021/22 начал с выступления на этапе Гран-при NHK Trophy 2021, где он занял восьмое место. В ноябре одержал победу на чемпионате Японии среди юниоров. На взрослом чемпионате Японии хорошо выступил и занял 4-е место. Миура вошёл состав сборной Японии на чемпионат четырёх континентов 2022 в Таллине. И в короткой, и в произвольной программе он стал третьим. По итогам двух программ набрал 251,07 балла, улучшил все свои лучшие результаты и завоевал бронзовую медаль чемпионата четырёх континентов.
В начале марта 2022 года стало известно, что на чемпионате мира 2022 в Монпелье Миура заменит Юдзуру Ханю, который снялся с турнира из-за незалеченной травмы. 17 марта снялся с чемпионата мира из-за травмы. В апреле 2022 года на юниорском чемпионате мира финишировал во второй десятке фигуристов.

### Сезон 2022—2023
Первым соревнованием нового сезона для Миуры стал турнир Japan Open, после того как Юма Кагияма отказался от участия из-за травмы. В составе команды Японии он выиграл золотую медаль. На первом этапе Гран-при Skate America выиграл короткую программу с суммой в 94,96 балла и обновил свой лучший результат. По результатам двух программ завоевал серебряную медаль, уступив Илье Малинину. Через неделю на Skate Canada вновь выиграл короткую программу, опередив действующего чемпиона мира Сёму Уно. По итогам двух программ вновь завоевал серебряную медаль и сумел отобраться на первый в своей карьере финал Гран-при. В финале Гран-при в Турине занимал третье место по итогам короткой программы, после произвольной программы, исполненной с ошибками, опустился на итоговое пятое место. 
В конце декабря 2022 года выступил на чемпионате Японии. В короткой программе упал с двух прыжков и занял промежуточное тринадцатое место, в произвольной стал вторым, в общем зачёте занял шестое место. По результатам национального чемпионата был выбран для участия на чемпионате четырех континентов и чемпионате мира среди юниоров.
На чемпионате четырех континентов 2023 допустил неудачное приземление на четверном сальхове, затем исполнил тройной аксель и каскад четверной тулуп — тройной тулуп во второй половине программы и, набрав 91,90 балла, выиграл короткую программу. Миура без ошибок исполнил произвольную программу и одержал победу, став чемпионом четырёх континентов. На чемпионате мира среди юниоров выиграл оба сегмента соревнований и с преимуществом в более 40 баллов выиграл турнир.

### Сезон 2023—2024
Новый сезон Миура начал в Финляндии с победы на «Челленджере» Finlandia Trophy. На этапе Гран-при Skate Canada в короткой программе сдвоил запланированный четверной тулуп и занял четвёртое место. Он выиграл произвольную программу и завоевал серебряную медаль, уступив 0,53 балла победителю турнира Соте Ямамото. Миура выиграл короткую программу на этапе Гран-при в Финляндии, в произвольной программе уступил Сюну Сато, за две программы набрал 274,56 балла и впервые в своей карьере одержал победу на этапе Гран-при.

## Программы
| Сезон     | Короткая программа                                                                      | Произвольная программа | Показательные номера                     |
| --------- | --------------------------------------------------------------------------------------- | --- | ---------------------------------------- |
| 2024—2025 | - «Conquest of Spaces» Woodkid хореография: Бенуа Ришо                                  | - «Шербурские зонтики» Мишель Легран хореография: Ше-Линн Бурн | - «Myra» Тани Юки хореография: Као Миура |
| 2023—2024 | - «This Place Was a Shelter» Оулавюр Арнальдс хореография: Бенуа Ришо                   | - «Атака на титанов»: - «At'aek On Taitn» Хироюки Савано, Мика Кобаяси - «Omake-pfadlib» Хироюки Савано - «Ashes on The Fire» Кота Ямамото хореография: Ше-Линн Бурн | - «Natural» Imagine Dragons              |
| 2022—2023 | - «Michelangelo 70» - «La Muerte del Angel» Астор Пьяццолла хореография: Кэндзи Миямото | - «Красавица и Чудовище»: - «Main Title: Prologue» - «Evermore» - «Transformations» - «Beauty and The Beast» Алан Менкен хореография: Эйдзи Ивамото                  | - «Suit» Таро Хакасэ, Pia-no-jaC         |
| 2021—2022 | - «Времена года: Зима» Антонио Вивальди хореография: Норико Сато                        | - «Preludio» - «Nada Pude Dormir» - «Marinera de Lavante» - «Amor Dulce Muerte» - «Poeta en El Viento» Висенте Амиго хореография: Эйдзи Ивамото                      | - «Give Me Love» Эд Ширан                |
| 2020—2021 | - «Feeling Good» Лесли Брикасс в исполнении Майкла Бубле хореография: Норико Сато       | - «Последний самурай» (саундтрек) Ханс Циммер хореография: Эйдзи Ивамото                                                                                             | - «Piano Man» Билли Джоэл                |
| 2019—2020 | - «Rise» Safri Duo хореография: Лука Ланотте                                            | - «The Bells of Notre Dame» Алан Менкен хореография: Мисао Сато |                                          |

## Спортивные достижения
| Соревнования                   | 19/20         | 20/21         | 21/22         | 22/23         | 23/24         | 24/25         |
| Международные                  | Международные | Международные | Международные | Международные | Международные | Международные |
| ------------------------------ | ------------- | ------------- | ------------- | ------------- | ------------- | ------------- |
| Чемпионат мира                 |               |               |               |               | 8             |               |
| Чемпионат четырёх континентов  |               |               | 3             | 1             |               | 6             |
| Финал Гран-при                 |               |               |               | 5             | 5             |               |
| Этап Гран-при. NHK Trophy      |               | 6             | 8             |               |               | 6             |
| Этап Гран-при. Skate America   |               |               |               | 2             |               | 3             |
| Этап Гран-при. Skate Canada    |               |               |               | 2             | 2             |               |
| Этап Гран-при. Финляндия       |               |               |               |               | 1             |               |
| CS Finlandia Trophy            |               |               |               |               | 1             |               |
| CS Lombardia Trophy            |               |               |               |               |               | 4             |
| Tallink Hotels Cup             |               |               |               |               | 1             |               |
| Командные                      |               |               |               |               |               |               |
| Japan Open                     |               |               |               | 1             |               |               |
| Международные среди юниоров    |               |               |               |               |               |               |
| Чемпионат мира среди юниоров   |               |               | 13            | 1             |               |               |
| Этап Гран-при: Латвия          | 7             |               |               |               |               |               |
| Национальные                   |               |               |               |               |               |               |
| Чемпионат Японии               |               | 7             | 4             | 6             | 4             | 8             |
| Чемпионат Японии среди юниоров | 8             | 2             | 1             |               |               |               |
| CS — турнир серии «челленджер» |               |               |               |               |               |               |